# Птелеа
Птелеа, лажни брест (Ptelea trifoliata L.) носи научни назив рода од старогрчког назива за брест – πτελέα, због сличности плода са брастовим, отуда и српси назив лажни брест. У САД га зову хмељево дрво (hoptree) због тога што су његове плодове немачки досељеници у Тексас употребљавали током XIX века у прављењу пива уместо хмеља. Епитет врсте trifoliata значи тролисна, а односи се на трочлано сложени лист.

## Опис врсте
Жбун или мање дрво округласте круне, висине до 8 m.
Листови са дршком, сложени, трочлани, спирално распоређени, ароматични. Лиске су јајасте или елиптичне, дуге 6–10 cm, са лица тамнозелене и сјајне, а са наличја су матзелене и голе. Посуте тачкастим уљаним жлездицама. Корен са дебелим меснатим жилама.
Четворочлани, актиноморфни цветови у усправним, терминалним гроњама, непријатног мириса, на кратким бочним изданцима, ситни, зелено-бели; једнополни, мушки са четири прашника са длакавим, у дну проширеним, филаментима; женски са синкарпним (2-3 карпеле) тучком кратког стубића и окриљеним двооким (ређе трооким) плодником, са по два семена заметка у сваком окцу. Цвета од априла до јуна. Опрашивање је ентомофилно.
Плод је двосемена крилата орашица, округласта, стиснута, зеленозлатно жута, а по дозревању сива, пречника до 2,5 cm; у скупинама по двадесетак. Крила су кожаста са мрежастом нерватуром и окружују плод са свих страна. Дозрева почетком јесени, понекад остаје и преко зиме на гранама. Расејава се ветром. Семе тамносмеђе до црно, сјајно, 6–8 mm, капљичастог облика. Садржи мало ендосперма, ембрион лопатастог типа, клијање епигеично.

## Ареал
Природно распрострањење: Исток Северне Америке – Квебек и Њујорк до Флориде, западно до Тексаса и Канзаса. У оквиру свог природног ареала јавља се на стаништима ниске нутритивне вредности. Опсег интродукције: Врста је унета у Европу као орнаментална и аклиматизована је у Аустрији, Белгији, Мађарској, Литванији, Пољској и Словачкој. Код нас слабо распрострањена..

## Биоеколошке карактеристике
Врста толерише широк дијапазон светлосних услова. Може се успешно гајити у полусенци али исто тако и на сеновитим али и отвореним просторима. Дубоку засену не подноси. Толерише различите земљишне услове: глиновита, иловаста земљишта, песковита, слабо алкална, кисела, добро дренирана. Добро подноси сушу, доста отпорна на ниске температуре. Често се јавља на стаништима која су под утицајем неког поремећаја, а уочава се и по ободу шума..

## Значај
Сади се као украсна, посебно за живе ограде. Употребљава се у медицинске сврхе као лековита биљка. Плод је јестив, са горком аромом. Староседеоци Америке употребљавали су га као зачин. Додаје се хмељу као арома за пиво, и хлебу уместо квасца. У Србији нема инвазивне карактеристике те се не препоручују мере сузбијања нити успостављање мониторинга ове врсте као потенцијално неинвазивне.

## Размножавање
Размножава се семеном. Вегетативна репродукција у природи није забележена. У расаднику унутарврсни украсни таксони, као Ptelea trifoliata ‘Aurea’, могу да се размноже ваздушним положницама (успех око 50%), а постоји и запис из 1868. о размножавању коренским резницама.